# Zara (Unternehmen)
Zara [ˈθaɾa] ist ein Fast-Fashion-Unternehmen, das über ein eigenes Netz von Ladengeschäften und einen Onlineshop weltweit preisgünstige Bekleidung, Accessoires und Schuhe für Damen, Herren und Kinder verkauft. Zara ist die bekannteste Produktions- und Verkaufskette des von Amancio Ortega und Rosalía Mera gegründeten börsennotierten spanischen Inditex-Konzerns.

## Geschichte
Das erste Zara-Geschäft eröffnete im Jahr 1975 in A Coruña (Spanien). Nach dem erfolgreichen Start expandierte Zara im spanischsprachigen Raum und errichtete ein Netzwerk in anderen spanischen Städten. Im Jahre 1980 wurde das erste Geschäft in Portugal eröffnet. In den 1990ern wurden die ersten Geschäfte in den Vereinigten Staaten eröffnet.

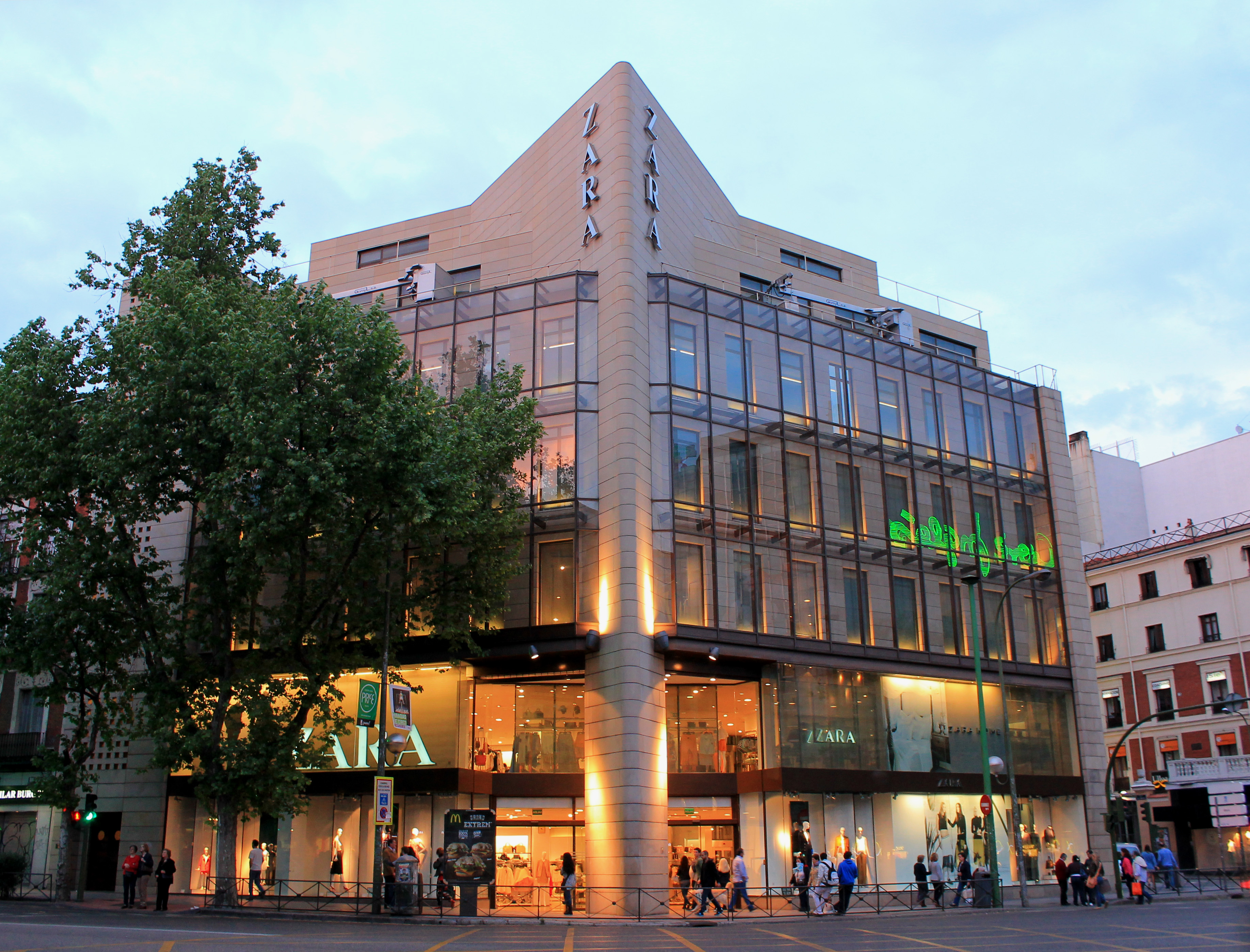
Zara-Geschäft in Madrid

Der Startschuss für die Zara Deutschland, einem 50:50 Joint Venture von Inditex und der deutschen Otto-Gruppe. fiel am 19. Oktober 1999 mit der Eröffnung der ersten Filiale in Köln. Die Filiale in Hamburg folgte am 2. Dezember 1999.
Ende 2005 bzw. Anfang 2006 wechselte Inditex seine Geschäftsstrategie und löste in Italien und Japan die bestehenden Joint Ventures betreffend Zara auf; es übernahm die Gesellschaften jeweils zu 100 Prozent. Inditex übernahm auch die Mehrheit von Zara Deutschland und erhöhte seinen Anteil von 50 auf 78 %. Der Tagesspiegel berichtete am 18. April 2006, Zara habe mit einem Umsatzzuwachs von 21 Prozent auf 6,74 Milliarden Euro Hennes & Mauritz (H&M) als umsatzstärkstes Unternehmen der Sparte abgelöst.
2010 trennte sich die Otto Group von ihrem zuletzt gehaltenen Anteil von 22 %. 2010 hatte Zara Deutschland 64 Stationärgeschäfte in 45 Städten.
Im August 2014 geriet das Unternehmen wegen eines schwarz-weiß-gestreiften Kindershirts mit einem gelben Stern, welches viele an die Häftlingskleidung von KZ-Insassen erinnerte, in die Schlagzeilen.

## Konzept

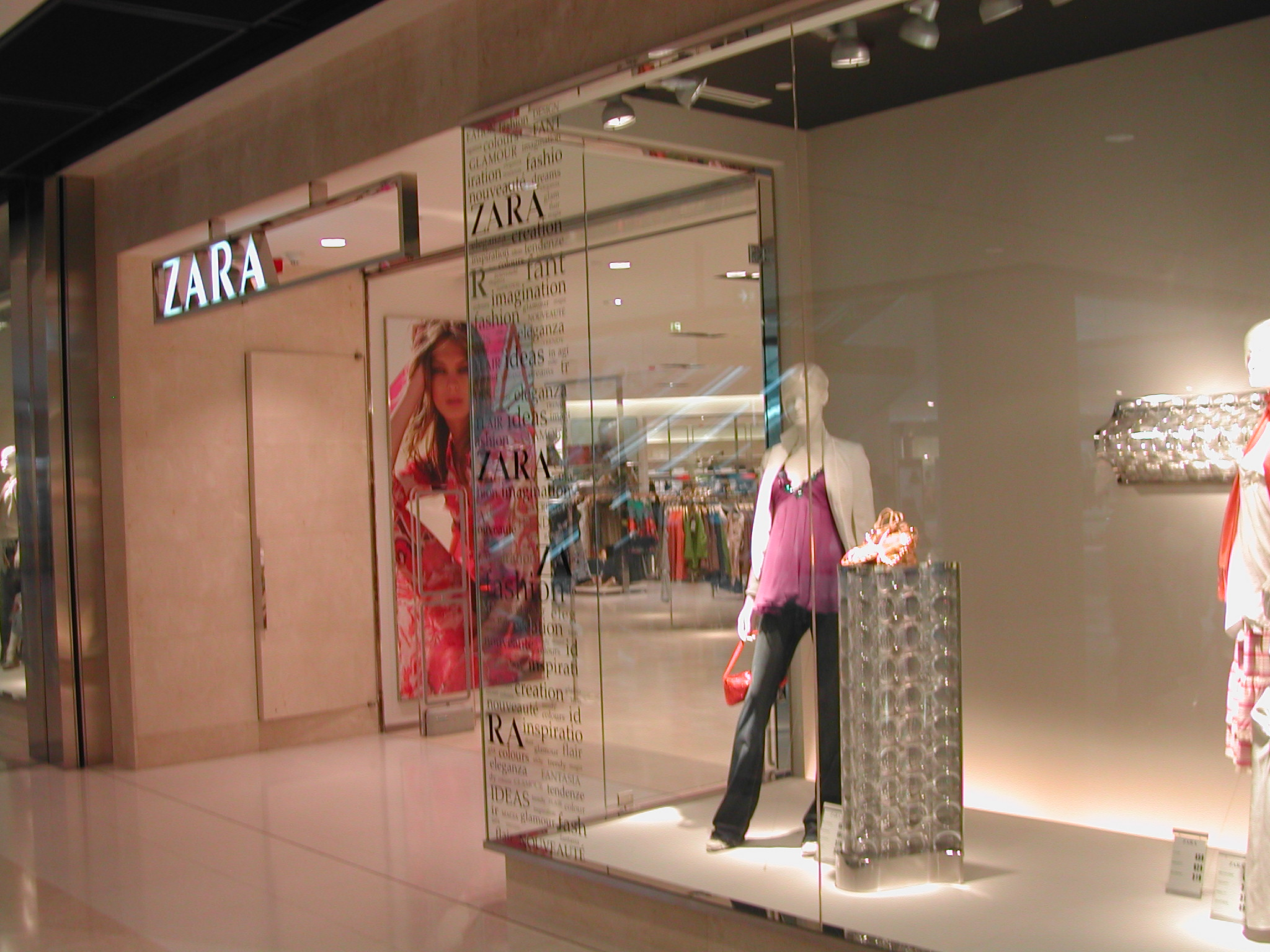
Zara-Geschäft in Hongkong

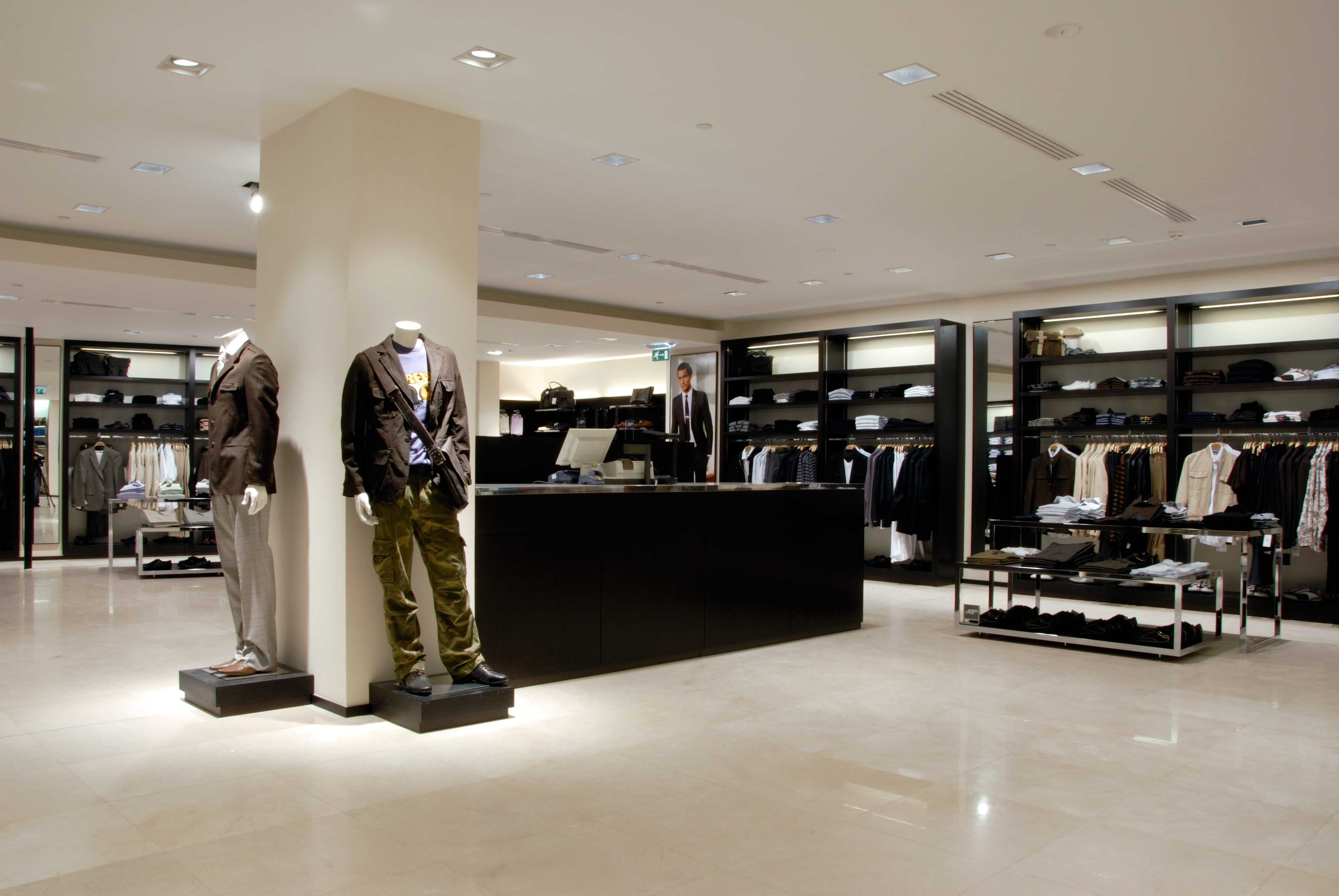
Zara-Innenraum in den Niederlanden

Zara produziert und verkauft modische Kleidung, Accessoires und Schuhe für Damen, Herren und Kinder, die ausschließlich in den eigenen Ladengeschäften (mitunter Shops-in-Shop in größeren Kaufhäusern) und über den eigenen Onlineshop zu kaufen sind. Das Erwachsenensortiment ist grundsätzlich auf eine junge, modebewusste Zielgruppe ausgerichtet. Die Warenpreise rangieren dabei im Niedrigpreis- bis unteren Mittelpreis-Segment. Im Gegensatz zu anderen Handelsketten stellt Zara einen Großteil seiner Ware in eigenen Produktionsstätten in europäischen Ländern wie Spanien, Portugal oder der Türkei her.
Das Geschäftskonzept beruht darauf, sehr schnell auf Entwicklungen in der internationalen Mode zu reagieren und sehr häufig neue Modelle bzw. Linien in die Läden zu bringen. Daher beobachteten sogenannte „Trend-Scouts“ von Zara die Modewelt auf Messen, in Geschäften, auf der Straße und bei gesellschaftlichen Ereignissen. Die Kette beschäftigt mehr als 200 Modedesigner. Die Kleidung wird ausschließlich in eigenen Geschäften verkauft, die sich in der Regel an attraktiven Standorten in Innenstädten und Einkaufszentren befinden, da als einzige Form der Werbung Schaufenster- und Ladendekorationen verwendet werden.
Zara wirbt angeblich weniger für seine Waren via Print-, Radio- oder Fernsehwerbung, was auf den Firmengründer Amancio Ortega zurückgehen soll, der Werbung als etwas Sinnloses betrachtet. Einzig und allein die Werbung im Schaufenster reiche aus, um den Kunden anzulocken. Es gibt allerdings durchaus Werbekampagnen mit zum Teil international bekannten Models, die in den Ladengeschäften und auf der Webseite zu sehen sind. Der Kern beruht darauf, eine große Marke aufzubauen, ohne dass dabei die Marketinganstrengungen den eigentlichen Zielgruppenmarkt übersteigen.

## Kollektionen
- Zara Woman – Hauptkollektion für Damen
- Zara Studio – Unterkollektion für Damen mit ausgefallenen Schnitten und hochwertigen Materialien
- Zara Man – Hauptkollektion für Herren
- Zara TRF (kurz für: „Trafaluc“) – günstigere Damen-Zweitlinie für die jüngere Zielgruppe ab dem Teenager-Alter
- Zara Basic – Unterkollektion für Damen und Herren mit Basis-Kleidungsstücken
- Zara Kids – Kindermode für Neugeborene bis Teenager
- Zara Kids Studio – Unterkollektion für Kinder mit ausgefallenen Schnitten
- Zara Home – Heimkollektion mit Wohnaccessoires

## Kritik
Kritiker bemängeln, dass der Gründer, Amancio Ortega, einer der reichsten Männer der Welt ist, sein Unternehmen zugleich aber seine Textilarbeiter ausbeute und laut Greenpeace starke Umweltverschmutzung verursache.

### Änderung der Unternehmensform
Im August 2010 übte die Gewerkschaft Verdi Kritik an Zara, weil die Zara Deutschland GmbH in eine Firma nach niederländischem Recht umgewandelt worden war, das Unternehmen den Betriebsrat der deutschen Tochter darüber aber nicht informiert hatte. Zara ist nun nicht mehr verpflichtet, den Aufsichtsrat zur Hälfte mit Arbeitnehmervertretern zu besetzen.

### Unmenschliche Arbeitsbedingungen und Vorwurf der Kinderarbeit
Zara wurde wiederholt nachgewiesen, dass in vielen ihrer Produktionsbetriebe unter unmenschlichen Bedingungen gearbeitet werden muss. Mitte 2011 wurden in Brasilien Ermittlungen wegen des Verdachts auf Zwangsarbeit gegen Zara aufgenommen. Das brasilianische Arbeitsministerium hat nach eigener Aussage bereits mehr als 50 Mal Bußgelder gegen Zara wegen zahlreicher Verstöße verhängt. 2016 berichtet BBC News, dass in mehrere Fabriken in der Türkei, in denen für Zara produziert wurde, syrische Flüchtlinge unter dem türkischen Mindestlohn sowie Kinder beschäftigt wurden. Zara ließ daraufhin vermelden, dass diverse 'Mängel' im Juni 2016 aufgedeckt wurden und diese im Dezember 2016 – also erst ein halbes Jahr später – abgestellt werden sollten. Zara macht Druck auf seine externen Vertragsnehmer, ihre Kosten in internationaler Konkurrenz gegenseitig zu unterbieten. Am 8. Februar 2021 ertranken bei einem plötzlichen Hochwasser in Tanger 28 Arbeiterinnen, die in einer illegal betriebenen unterirdischen Werkstatt bei einem Einzelunternehmer via den Vertragsnehmer Larinor, dessen ehemaliger Vorarbeiter dieser war, Zara-Mode herstellten.

### Schwarze Listen
Nach Berichten der Gewerkschaft Ver.di vom Mai 2019 führt der Konzern in Deutschland Schwarze Listen von unerwünschten Mitarbeiterinnen und Mitarbeitern. Betriebsräte und Mütter seien rot hervorgehoben.

### Krebserregende Inhaltsstoffe
Greenpeace hat Kleidungsstücke auf gesundheitsschädliche Bestandteile untersucht und ist bei allen Markenartikeln fündig geworden. Diese enthielten Nonylphenolethoxylate (NPE), die zu giftigen Nonylphenolen abgebaut werden. Die höchsten NPE-Konzentrationen wurden in Kleidungsstücken der Marken Zara, C&A, Calvin Klein und weiteren gefunden. Außerdem enthielten Kinderjacken und Jeans der Marke Zara hormonell wirksame sowie krebserregende Chemikalien.

### Steuervermeidung
Inditex und Zara sind in die Kritik geraten, da die Unternehmensgruppe – wie zahlreiche weitere multinationale Konzerne – durch Verschiebung von Gewinnen seine Steuerzahlungen zu minimieren versucht. In den vergangenen fünf Jahren rechnete das Unternehmen Inditex 2 Milliarden Dollar Gewinn über kleinere Tochterfirmen in der Schweiz und den Niederlanden ab. Obwohl dort nur 0,1 Prozent der Arbeitnehmer der Unternehmensgruppe angestellt sind, wurden dort fast 20 Prozent des global anfallenden Gewinns versteuert.

### Rassismus- & Antisemitismusvorwürfe
Mehrmals rief das Modelabel durch fragwürdige Designs Empörung hervor, beispielsweise durch Hakenkreuz-Motive auf einer Handtasche, ein Kindershirt im Stile einer KZ-Uniform mit Judenstern oder dem Slogan „White is the new black“.

### Sklavenarbeit von Uiguren in Xinjiang, China
Forschende der Sheffield Hallam University, des Uigurischen Zentrums für Menschenrechte und des Uyghur Rights Monitors haben in den Jahren 2023 und 2024 recherchiert, dass Mode vieler Marken aus uigurischer Zwangsarbeit in die Märkte der Europäischen Union gelangt. Die Zeit identifiziert dabei u. a. Zara als Profiteur der Zwangsarbeit.